# عبر الجريبة (القبيطة)

تعديل مصدري - تعديل

عبر الجريبة هي إحدى قرى عزلة كرش بمديرية القبيطة التابعة لمحافظة لحج، بلغ تعداد سكانها 53 نسمة حسب تعداد اليمن لعام 2004.